# Râul Coșu
Râul Coșu este un curs de apă, afluent al râului Nechitu. 